# Victoria 3
Victoria 3 este un joc video de strategie din seria Victoria, publicat pe 25 octombrie 2022 de către Paradox Interactive, fiind o continuare a jocului din 2010, Victoria II⁠(d).  A fost anunțat pe 21 mai 2021 la convenția Paradox Interactive 2021, PDXCON: Remixed.  

## Experiență de joc
Victoria 3, la fel ca și predecesoarele sale, acoperă istoria mondială de la 1836 până în 1936 și îi permite jucătorului să controleze una dintre cele peste 100 de țări în această perioadă de timp.  
Jocul se axează pe politici și demografie și pe atragerea și satisfacerea grupurilor de populație ("pop"), blocuri mari de oameni cu interese comune. Acești Pops au o varietate de interese cu diferite ideologii cu care se confruntă jucătorul.  
Se introduce și un nou sistem numit 'Diplomatic plays', inspirat în mare măsură din sistemele de crize din Victoria II. În încercarea de a forța alte țări să cedeze teritorii sau să deschidă piețe, jucătorii vor prezenta țării țintă o cerere care detaliază ce doresc, oferind astfel țării țintă oportunitatea de a cere concesii agresorului. După această schimbare de cereri, un cronometru va porni, deoarece ambele părți vor avea ocazia să mobilizeze trupe și să atragă aliați potențiali oferind recompense. Dacă nu se ajunge la o rezoluție diplomatică înainte ca timpul să se scurgă, va fi declarat războiul.  Designerul Mikael Andersson a explicat că acest sistem a fost conceput cu intenția de a reduce importanța războiului, făcând ca diplomația să fie la fel de capabilă. 

## Dezvoltare
În perioada anterioară anunțului jocului, Victoria 3 a fost considerată un „meme” de către baza de fani a Paradox din cauza întrebărilor constante ale jucătorilor, care rămâneau fără răspuns, iar mulți glumeau că jocul nu va fi niciodată lansat.   
Martin "Wiz" Anward este actualul director de dezvoltare a jocului. 